# Acido sebaleico
L'acido sabaleico è un acido grasso polinsaturo componente del sebo umano. È composto da 18 atomi di carbonio con doppi legami in posizione 5=6 e 8=9, in notazione delta 18:2Δ5c,8c.
Sebbene presente in quantità relativamente piccole, è il maggiore acido polinsaturo nei lipidi superficiali della pelle umana, essendo presente a concentrazioni doppie rispetto a quelle dell'acido linoleico, 18:2Δ9c,12c.

## Biosintesi e cascata
La biosintesi avviene per allungamento attivato da elongasi dell'acido sapienico, il principale acido grasso del sebo umano, e successivo inserimento di un doppio legame 5=6 attivato da delta 5-desaturasi.
Avendo un gruppo 1,4 diene (5,8,cis,cis diene), come l'acido arachidonico (20:4Δ95c,8c,11c,14c), può essere un substrato per la 5-lipossigenasi e può convertirsi nell'analogo 5-idrossi ottadecadienoico, 5-HODE (5-OH-18:2Δ6t,8c). L'ulteriore conversione in leucotrieni non è ipotizzabile a causa della mancanza del doppio legame 11=12. Come il 5-HETE, il 5-HODE ha solo deboli attività biologiche sui neutrofili e sugli eosinofili, ma una volta ossidato diviene un potente attrattore dei granulociti, l'acido 5-osso-6,8-ottadecadienoico, 5-osso-ODE (5-O=18:2Δ6t,8c). I cheratinociti umani hanno la capacità di sintetizzare quantità sostanziali 5-osso-ODE da 5-HODE anche se non stimolati.
I potenti effetti chemiotattici del 5-osso-ODE, stimolando la migrazione dei neutrofili, e la presenza del suo precursore, l'acido sebaleico, nelle ghiandole sebacee aumentano la possibilità che possa essere coinvolto nell'indurre l'infiltrazione dei leucociti nell'acne e nella dermatite seborroica.